# Chân dung tự họa

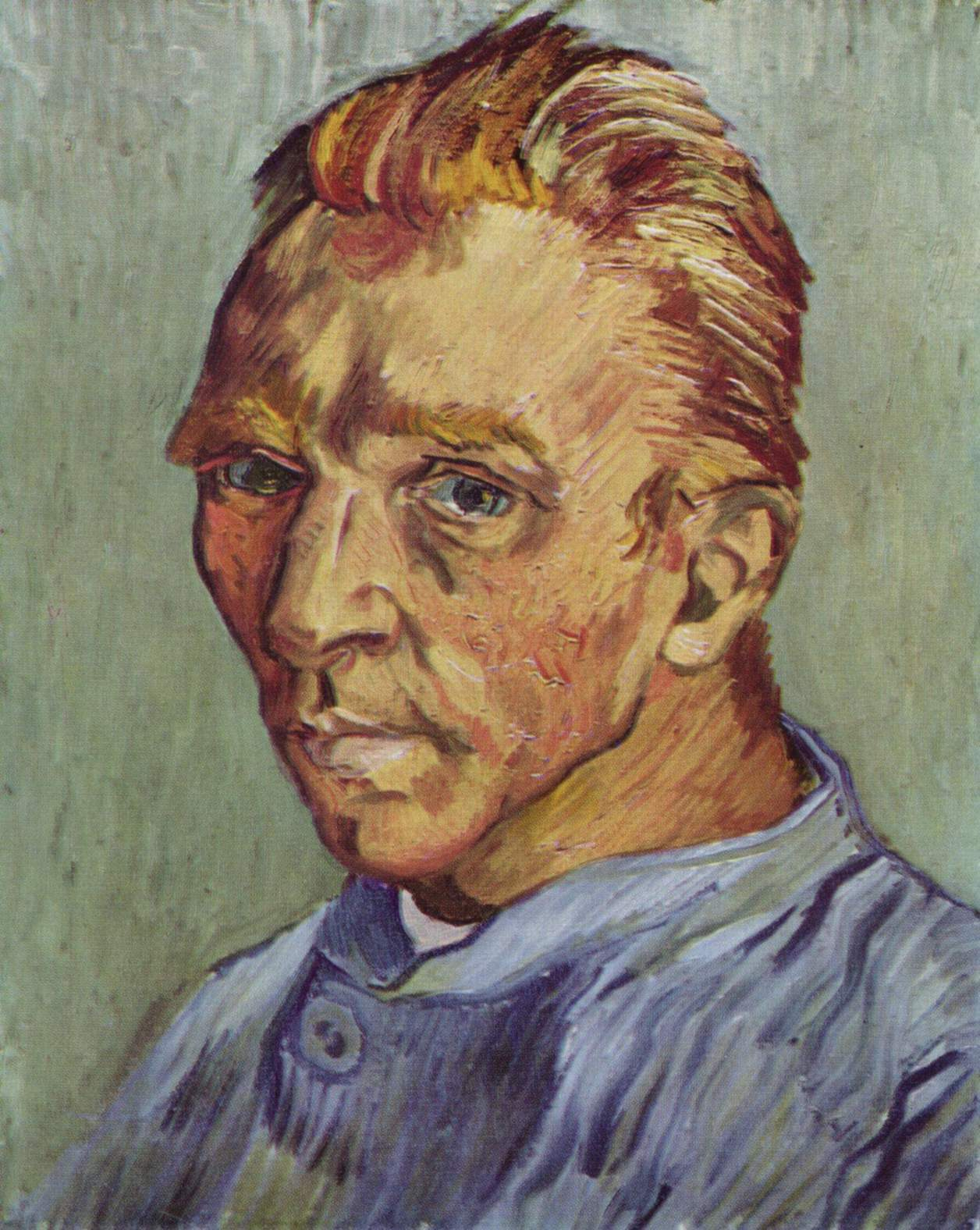
Vincent van Gogh, Chân dung tự họa không để râu, cuối tháng 9 năm 1889, (F 525), sơn dầu trên vải, 40 × 31 cm., bộ sưu tập cá nhân. Có thể đây là chân dung tự họa cuối cùng của Van Gogh, được ông tặng cho mẹ mình làm quà sinh nhật.

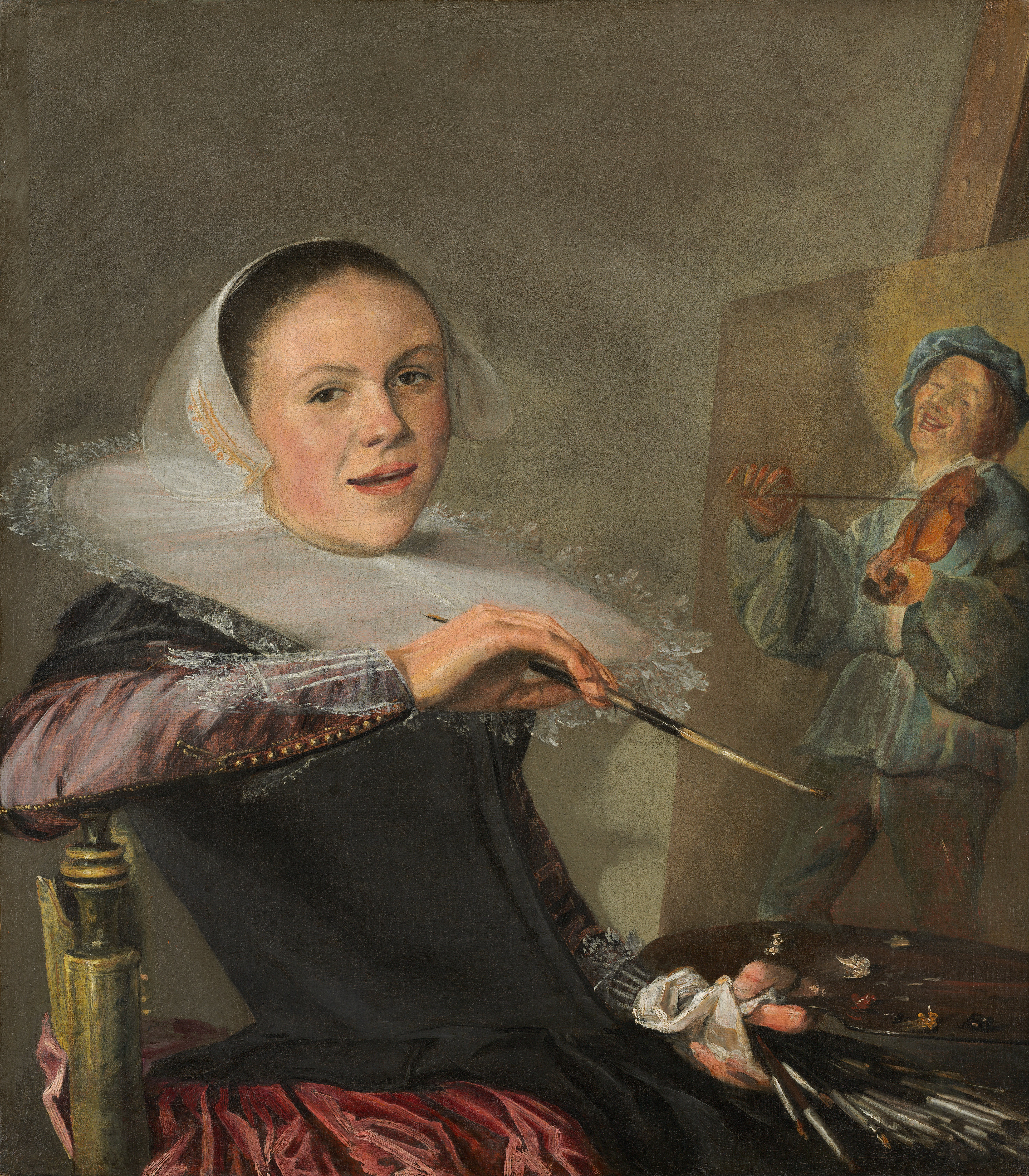
Chân dung tự họa của Judith Leyster, một họa sĩ thời kỳ hoàng kim Hà Lan. NGA, 1630. Trên thực tế, nhiều khả năng là bà không vẽ tranh khi mặc trang phục đắt tiền như trong tranh.

Chân dung tự họa là tác phẩm khắc họa một nghệ sĩ được chính nghệ sĩ đó vẽ, chụp hoặc điêu khắc. Mặc dù chân dung tự họa đã xuất hiện từ rất lâu, chỉ đến đầu giai đoạn Phục Hưng vào giữa thế kỷ 15, các họa sĩ mới bắt đầu lấy bản thân làm chủ thể trung tâm hoặc một trong những nhân vật chính trong các tác phẩm của mình. Khi gương trở nên rẻ hơn và có chất lượng cao hơn, cũng như kể từ khi tranh chân dung trên ván ra đời, nhiều họa sĩ, nghệ sĩ điêu khắc và nhà in ấn bắt đầu thử nghiệm các hình thức chân dung tự họa. Bức Portrait of a Man in a Turban được Jan van Eyck vẽ vào năm 1433 rất có thể là bức chân dung tự họa ra đời sớm nhất từng được biết đến. Mặc dù là một thể loại được đánh giá cao, nhưng chỉ đến giai đoạn Phục Hưng, khi điều kiện kinh tế dồi dào hơn và việc sử dụng cá nhân làm chủ thể được quan tâm nhiều hơn, chân dung tự họa mới thực sự trở nên phổ biến.

## Thể loại
Chân dung tự họa có thể là tranh vẽ chân dung một nghệ sĩ, hoặc hình ảnh nghệ sĩ đó trong một tác phẩm lớn hơn, chẳng hạn như tranh vẽ một nhóm người. Nhiều họa sĩ được cho là đã đưa chân dung của các cá nhân cụ thể, bao gồm chính mình, vào các nhân vật trong tranh tôn giáo hoặc tranh thuộc các thể loại khác. Về mặt công khai, các tác phẩm như vậy không được chủ đích là khắc họa chính bản thân những người đó, nhưng ở thời điểm đó, họa sĩ vẽ tranh và nhà tài trợ đều biết sự thật này. Việc này tạo nên chủ đề bàn luận, đồng thời là một bài kiểm tra trình độ của người họa sĩ.

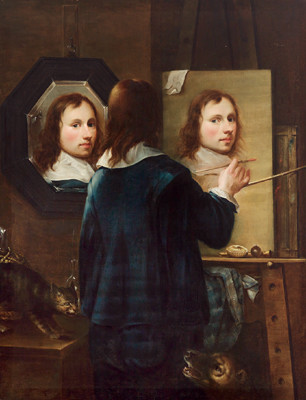
Johannes Gumpp, vào năm 1646, đã khắc họa cách hầu hết các họa sĩ vẽ chân dung tự họa.

Những bức tranh tự họa lâu đời nhất còn sót lại từ thời kỳ Trung cổ và Phục Hưng tái hiện các sự kiện lịch sử hoặc huyền thoại (trong Kinh Thánh hoặc văn học cổ điển). Trong đó, người họa sĩ có thể lấy các nhân vật ngoài đời, trong đó có chính bản thân họ, làm hình mẫu cho các nhân vật trong tranh. Điều này khiến các tác phẩm phục vụ nhiều mục đích cùng lúc, vừa là tranh chân dung, vừa là chân dung tự họa, vừa là tranh lịch sự/thần thoại. Trong những tác phẩm này, người nghệ sĩ thường xuất hiện trong một đám đông hoặc nhóm người, thường là ở ngoài rìa bức tranh và ở đằng sau các nhân vật chính. Bức Bốn nhà triết học (1611–12) của Rubens là một ví dụ. Xu hướng này đạt đỉnh cao vào thế kỷ 17 thông qua các tác phẩm của Jan de Bray. Ngoài hội họa, nhiều phương tiện nghệ thuật khác cũng đã được sử dụng, trong đó có in ấn.
Trong bức Chân dung Arnolfini (1434) nổi tiếng, có thể tác giả Jan van Eyck là một trong hai người xuất hiện trong gương – một ý tưởng hiện đại một cách bất ngờ. Bức tranh này có thể đã truyền cảm hứng để Diego Velázquez tự vẽ bản thân trong vai trò người họa sĩ trong bức Las Meninas (1656), bởi Chân dung Arnolfini được treo nơi Veláquez làm việc, một cung điện ở Madrid. Đây cũng là một ý tưởng hiện đại, bởi ông xuất hiện trong tranh với tư cách người họa sĩ (một điều chưa từng xảy ra trong tranh chân dung hoàng gia) và đứng gần gia thất của nhà vua, các nhân vật chính của bức tranh.
Albrecht Dürer đã vẽ lại hình ảnh bản thân khi còn là một cậu bé 13 tuổi vào năm 1484. Đây có thể là một trong những bức chân dung tự họa bản thân thời thơ ấu được ra đời sớm nhất còn tồn tại đến ngày nay. Trong những năm sau đó, ông xuất hiện nhiều lần trong vai một nhà buôn trong những bức tranh tái hiện các sự kiện trong Kinh Thánh, cũng như trong vai Chúa.
Leonardo da Vinci có thể đã vẽ một bức chân dung tự họa ở tuổi 60, vào khoảng năm 1512. Bức tranh này thường được lấy làm chân dung của Da Vinci, mặc dù vẫn chưa rõ liệu đó có đúng là ngoại hình của ông hay không.
Trong thế kỷ 17, Rembrandt đã vẽ một loạt chân dung tự họa. Trong bức The Prodigal Son in the Tavern (c. 1637), một trong những chân dung tự họa gia đình đầu tiên, có sự xuất hiện của Saskia, vợ của Rembrandt. Đây là một trong những lần đầu tiên một họa sĩ nổi tiếng vẽ thành viên trong gia đình mình. Tranh vẽ gia đình và nhóm đồng nghiệp, trong đó có xuất hiện chính người vẽ, trở nên ngày một phổ biến từ thế kỷ 17. Từ cuối thể kỷ 20 trở đi, video ngày càng đóng vai trò lớn hơn đối với thể loại chân dung tự họa. Thông qua âm thanh, người nghệ sĩ có thể giao tiếp với khán giả bằng chính giọng nói của mình.

## Chẩn đoán dựa trên chân dung tự họa
Một số nghệ sĩ mắc các bệnh lý thần kinh hoặc thể chất đã để lại những bức chân dung tự họa mà qua đó các nhà bệnh lý học hậu thế có thể phân tích những rối loạn trong các chức năng thần kinh của họ; nhiều phân tích trong số đó đã được đưa vào các sách giáo khoa thần kinh học.
Chân dung tự họa của những nghệ sĩ mắc bệnh tâm thần mang đến cho các nhà bệnh lý học những cơ hội hiếm có để tìm hiểu về cách người mắc rối loạn về tâm lý, tâm thần hoặc thần kinh nhận thức về bản thân.
Trong một bài viết về thủ dâm, nhà tình dục học người Nga Igor Kon chỉ ra rằng một số nghệ sĩ miêu tả thói quen thủ dâm của mình trong các tác phẩm nghệ thuật, đặc biệt là hội họa. Họa sĩ người Áo Egon Schiele đã tự vẽ bản thân đang thủ dâm trong một trong những chân dung tự họa của ông. Kor đánh giá rằng bức tranh này không miêu tả khoái cảm đến từ việc thủ dâm mà miêu tả cảm giác đơn độc. Các tác phẩm của Schiele cũng đã được nhiều nhà nghiên cứu khác phân tích trên phương diện tính dục, trong đó có ấu dâm.